# هادويش مينيز
هادويش مينيز (بالهولندية: Hadewych Minis)‏ هي مؤدية وممثلة هولندية، ولدت في 5 يناير 1977 بماستريخت في هولندا. من الجوائز التي نالتها Golden Calf for Best Actress ‏ سنة 2013.

## أعمال

### أفلام
- (2013) بورجمان[4][5]

## جوائز
- Golden Calf for Best Actress [الإنجليزية]‏ (2013)

## وصلات خارجية
- هادويش مينيز على موقع IMDb (الإنجليزية)
- هادويش مينيز على موقع ألو سيني (الفرنسية)
- هادويش مينيز على موقع ميوزك برينز (الإنجليزية)
- هادويش مينيز على موقع ديسكوغز (الإنجليزية)
- هادويش مينيز على موقع قاعدة بيانات الفيلم (الإنجليزية)